# 钱德尔·谢卡尔
钱德尔·谢卡尔（英語：Chander Shekhar），印度外交官，现任印度驻孟加拉国锡尔赫特助理高级专员。

## 经历
谢卡尔於1991年加入印度外事服务部，期間曾在外交部的多個部門擔任不同職務。在接任驻锡尔赫特助理高級專員職務之前，他曾在外交部的移民政策與福利司工作，負責處理與海外印度工人福利相關的事務。他還曾擔任德里地區護照辦公室的副護照官。他也曾在印度駐奧地利、亞美尼亞、丹麥、比利時和俄羅斯的外交使领馆擔任过不同職務。
2024年4月3日，谢卡尔接任印度駐锡尔赫特助理高級專員的職務。

## 个人生活
除了專業工作外，谢卡尔對體育、閱讀和旅遊有濃厚的興趣。他是三個孩子的父親。